# Вульгарність
Вульгарність (від лат. vulgaris — простонародний) — це якість людини, якій бракує культури, елегантності та духовного благородства. За інших обставин вульгарність може вказувати на когось або щось занадто кричуще, ефектне та/або сумнівного смаку.

## Етимологія
Слово вульгарний походить від латинського vulgaris, яке і собі походить від vulgus, що означає «народ». Насправді спочатку термін «вульгарний» не мав негативного відтінку, а натякав на поведінку бідняків, що відповідало дуже великій частині населення.
Розвиток народної культури в міському середовищі Західної Європи збігся з епохою Просвітництва, коли буржуазія, яка була головним промоутером культурного та інтелектуального життя того часу, підбурювала до прийняття утилітарних і мирських ідеалів. Як наслідок, це призвело до появи вульгарної міської масової культури.
Сьогодні слово «вульгарний» є лайкою і описує грубу, непристойну людину.